# Cukrovar Ruzyně
Cukrovar Ruzyně je zaniklý průmyslový areál v Praze-Ruzyni, který se nacházel v severní části obce v místech ruzyňské vazební věznice.

## Historie
Cukrovar založila firma Hugo von Strassern roku 1836 na pozemcích staršího hospodářského dvora, ve středověku opevněného.

### Ukončení provozu
Po ukončení provozu roku 1921 jej o sedm let později zakoupil Zemský správní výbor za 900.000 Kč. Z rozhodnutí zemského zastupitelstva sem byla roku 1932 přesunuta donucovací pracovna z Hradčan, která sousední zemský statek využívala „k provádění zákona o nucených pracovních koloniích a bude poskytovati chovancům zaměstnání v zemědělské práci“.
Pro špatný stav byly výrobní haly cukrovaru zbořeny a v letech 1934–1935 podle návrhu Ing. Karla Domanského postaveny firmou Ing. Jakub Domanský budovy nové na půdorysu písmene U.
Oktogonální, z plných cihel vyzděný komín byl při přestavbě ubourán na výšku 47 metrů a ve výšce 36 metrů na něm na železobetonovou desku osazen vodojem, který po obvodu podepřelo osm železobetonových pilířů.

### Dochovalo se
Z cukrovaru se dochovala vila původních majitelů a komín, přebudovaný na vodárenskou věž, a také některé budovy bývalého hospodářského statku při ulici Drnovská a Stochovská, využívané cukrovarem i trestnicí.